# Archives générales du Royaume 2 - Dépôt Joseph Cuvelier
 (janvier 2021).
Les Archives générales du Royaume 2 - dépôt Joseph Cuvelier (Belgique) sont l’un des 20 dépôts des Archives de l'État en Belgique. Situé au 28 rue du Houblon à Bruxelles, à proximité du canal, ce dépôt est installé dans les bâtiments des anciennes papeteries Haeseldonckx.

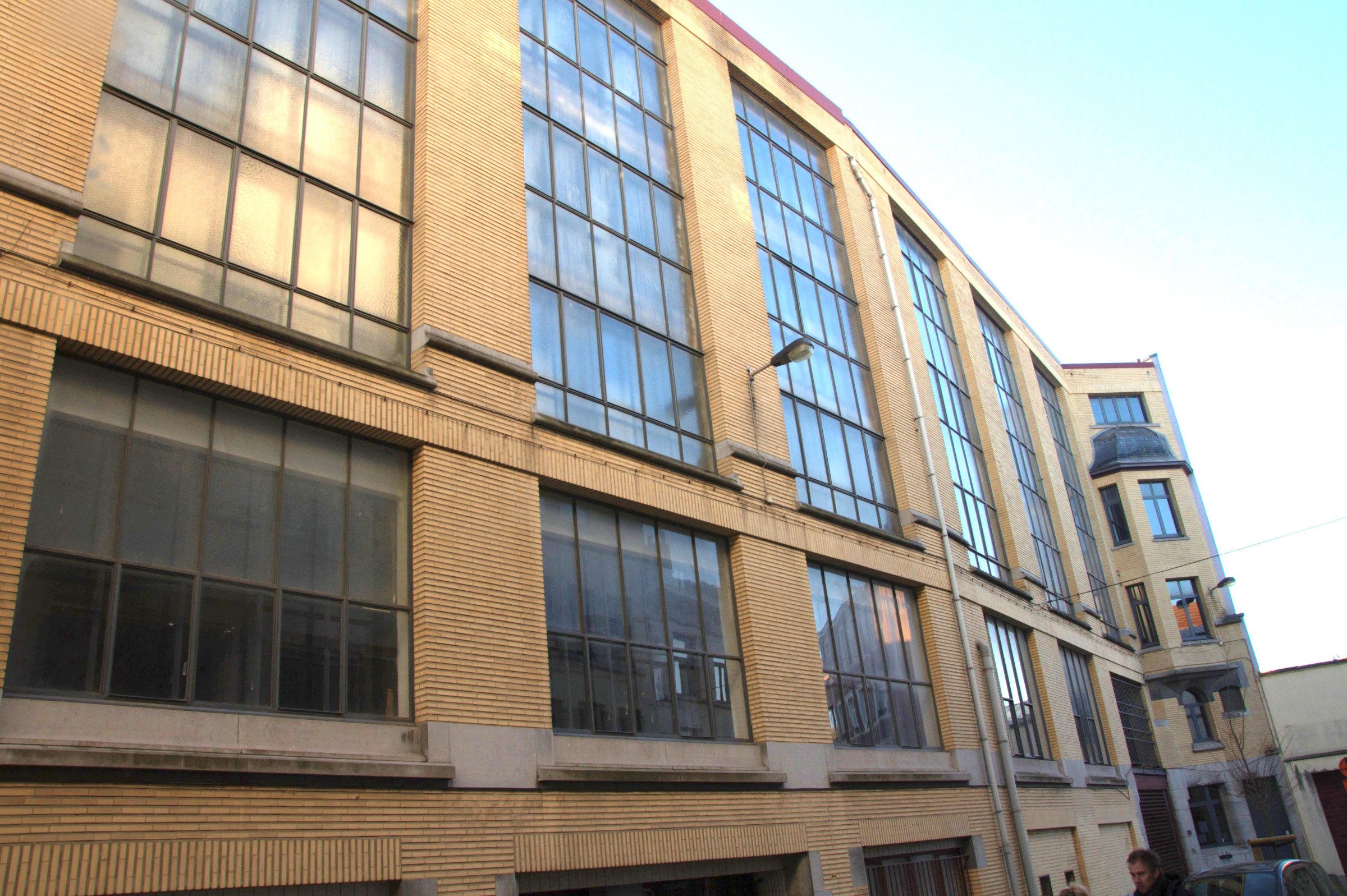
Anciennes papeteries générales belges Ed Haseldonckx.

## Qu’y trouve-t-on?
Les Archives générales du Royaume 2 - dépôt Joseph Cuvelier conservent :
- Les archives du Service public fédéral Économie (brevets).
- Les archives du Ministère de la Reconstruction (dossiers sur les dommages de guerre).
- Des archives d’entreprises.

La consultation des archives conservées dans ce dépôt est ouverte à toutes et tous, dans le respect notamment de la législation relative à la vie privée.

## Salle de lecture numérique
Plus de 27.000 registres paroissiaux de toute la Belgique et un nombre sans cesse croissant de registres d’état civil de moins de 100 ans sont mis à disposition du public, sous forme numérique, dans les salles de lecture des Archives de l’État. Ces registres numérisés sont également disponibles gratuitement sur le site internet des Archives de l’État.
D’autres types de documents sont, par ailleurs, consultables depuis la salle de lecture numérique ou le site internet des Archives de l’État : 6 000 photos de la Première Guerre mondiale, des milliers de cartes et plans, les procès-verbaux du Conseil des Ministres (1918-1979), l'annuaire statistique de la Belgique (et du Congo belge) depuis 1870, 38.000 moulages de sceaux, etc.